# Дёма (Коми)
 Дёма — деревня в Усть-Куломском районе Республики Коми в составе сельского поселения  Нижний Воч. 

## География
Расположена на левом берегу реки Воль на расстоянии примерно 83 км по прямой от районного центра села Усть-Кулом на юг-юго-восток.  

## История
Известна с 1925 года как починок Григорьевка ( 4 двора и 26 жителей), в 1930 починок Дёма(Григорьевка) . В 1939 году (хутор Дёма) 46 жителей, в 1963 (уже деревня) 113 человек, в 1989 15, в 1995 – 16.

## Население
Постоянное население  составляло 1 человек (коми 100%) в 2002 году, 9 в 2010 .